# Lázár Tibor (gépészmérnök)
Lázár Tibor (Székelydálya, 1929. április 3. –) gépészmérnök, műszaki szakíró.

## Életútja
Középiskolai tanulmányokat Székelyudvarhelyen végzett (1948), gépészmérnöki oklevelet a temesvári műegyetemen szerzett (1952). Első munkahelye a Medgidiai Fémipari Vállalat (1953), majd a Marosvásárhelyi Építkezési Tröszt (1953-57); majd az Electro-Mureș Vállalat mérnöke Marosvásárhelyen. Tudományos érdeklődésének tárgyköre a villamos háztartási készülékek, csőfűtőtestek elemeinek tervezése, gyártása és javítása.

## Munkái
- Repararea aparatelor electrocasnice (Nicolae Petre és Ion Purdea társszerzőkkel, 1967);
- Elemente încălzitoare electrice în tuburi metalice (Nicolae Petre társszerzővel, 1982);
- Villamosság a háztartásban (Máthé Balázs és Józsa Imre társszerzőkkel, 1983).